# Gero Fischer (Richter)
Gero Fischer (* 11. März 1943 in Gladbeck) ist ein deutscher Jurist und ehemaliger Vorsitzender Richter am Bundesgerichtshof.

## Werdegang
Nach dem Abitur nahm Fischer ein Studium der Rechtswissenschaft auf. 1970 wurde er mit der Untersuchung Das unvollendete Verbrechen im deutschen und französischen Recht von der Universität Freiburg im Breisgau zum Dr. iur. promoviert. 1971 trat er in den Justizdienst des Landes Baden-Württemberg ein, wo er 1974 zum Richter am Landgericht Waldshut-Tiengen ernannt wurde. Nach der Ernennung zum Richter am Oberlandesgericht Karlsruhe 1979 folgte im Juli 1990 die Ernennung zum Richter am Bundesgerichtshof. 
Hier wurde Fischer dem IX. Zivilsenat zugewiesen. 2004 wurde er zum Vorsitzenden Richter am Bundesgerichtshof ernannt. Zugleich wurde ihm der Vorsitz im IX. Zivilsenat übertragen. Mit Ablauf des 31. März 2008 trat Fischer in den Ruhestand.
Fischer ist Autor zahlreicher Aufsätze. Er ist Mitherausgeber und Verfasser eines Handbuchs zur Anwaltshaftung und eines Handbuchs für die Geschäfts- und Wohnraummiete. Außerdem ist Fischer Mitherausgeber der Neuen Zeitschrift für das Recht der Insolvenz und Sanierung, Mitglied des Redaktionsbeirates der Zeitschrift für Wirtschafts- und Bankrecht sowie Mitglied des wissenschaftlichen Beirates des Zentrums für Insolvenz und Sanierung an der Universität Mannheim e.V.

## Nachweise
1. ↑  Pressemitteilung des Bundesgerichtshofs Nr. 61/2008 vom 2. April 2008